# Fahrradfahren

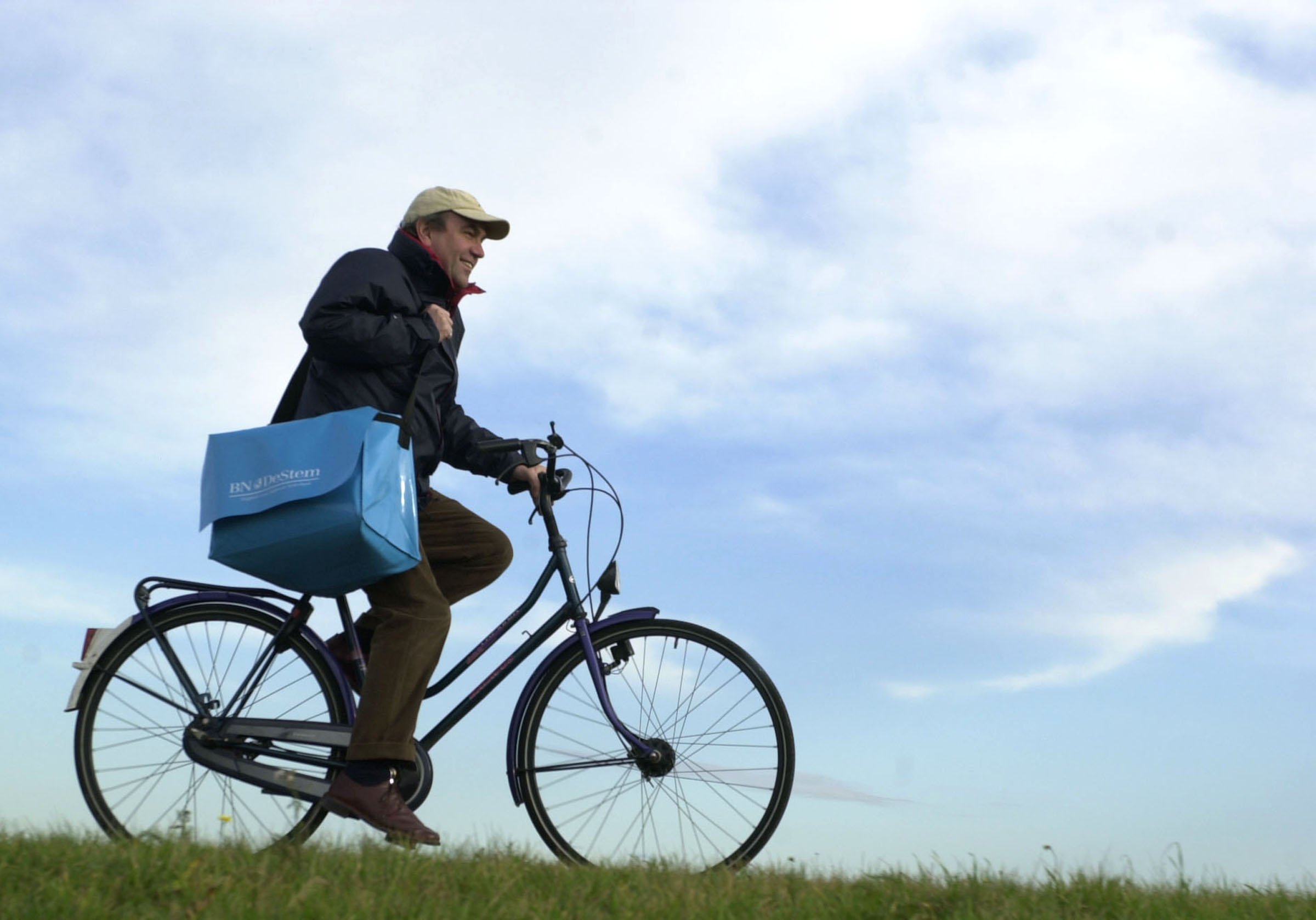
Radfahrer in den Niederlanden

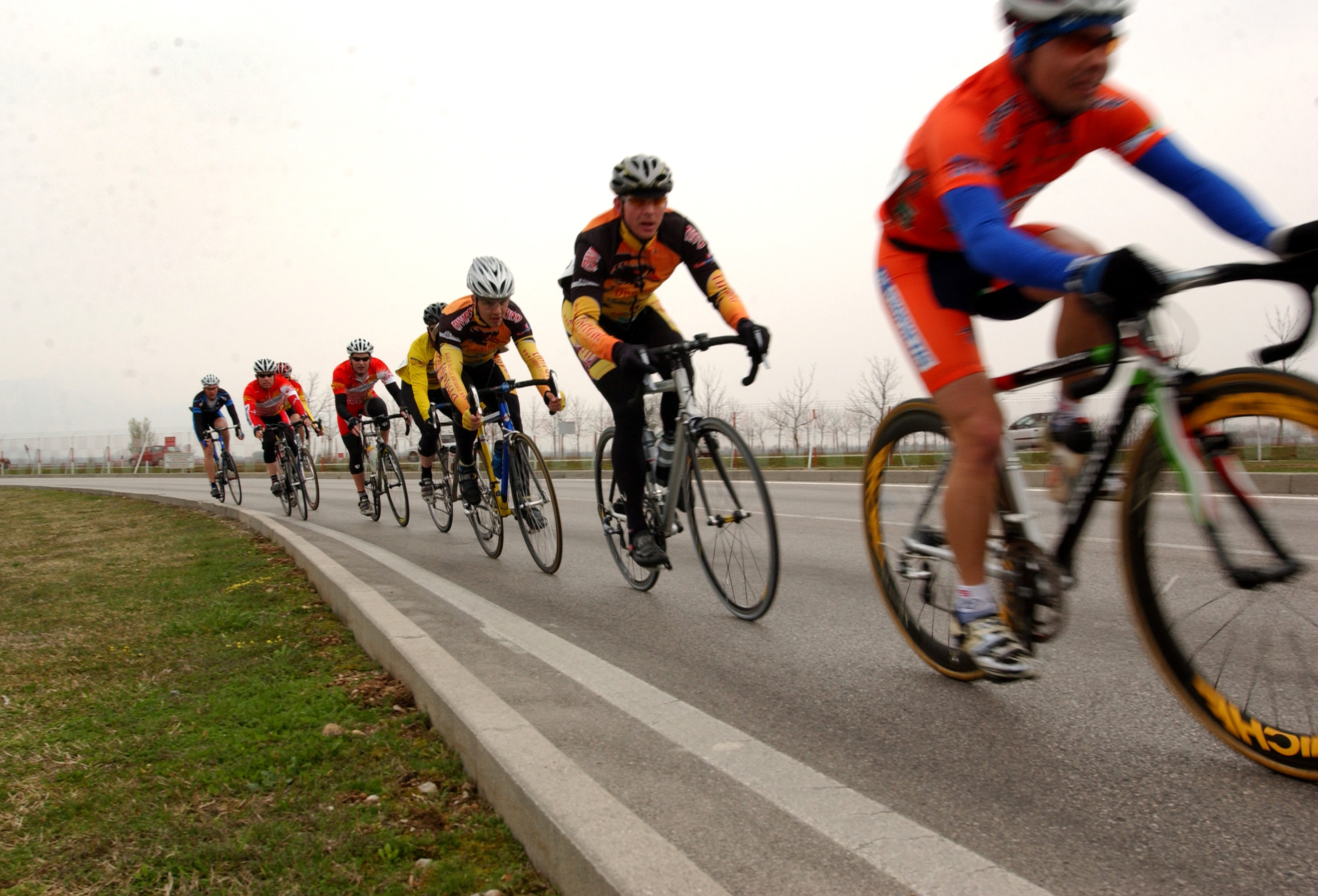
Radrennfahrer nahe Aviano in Italien

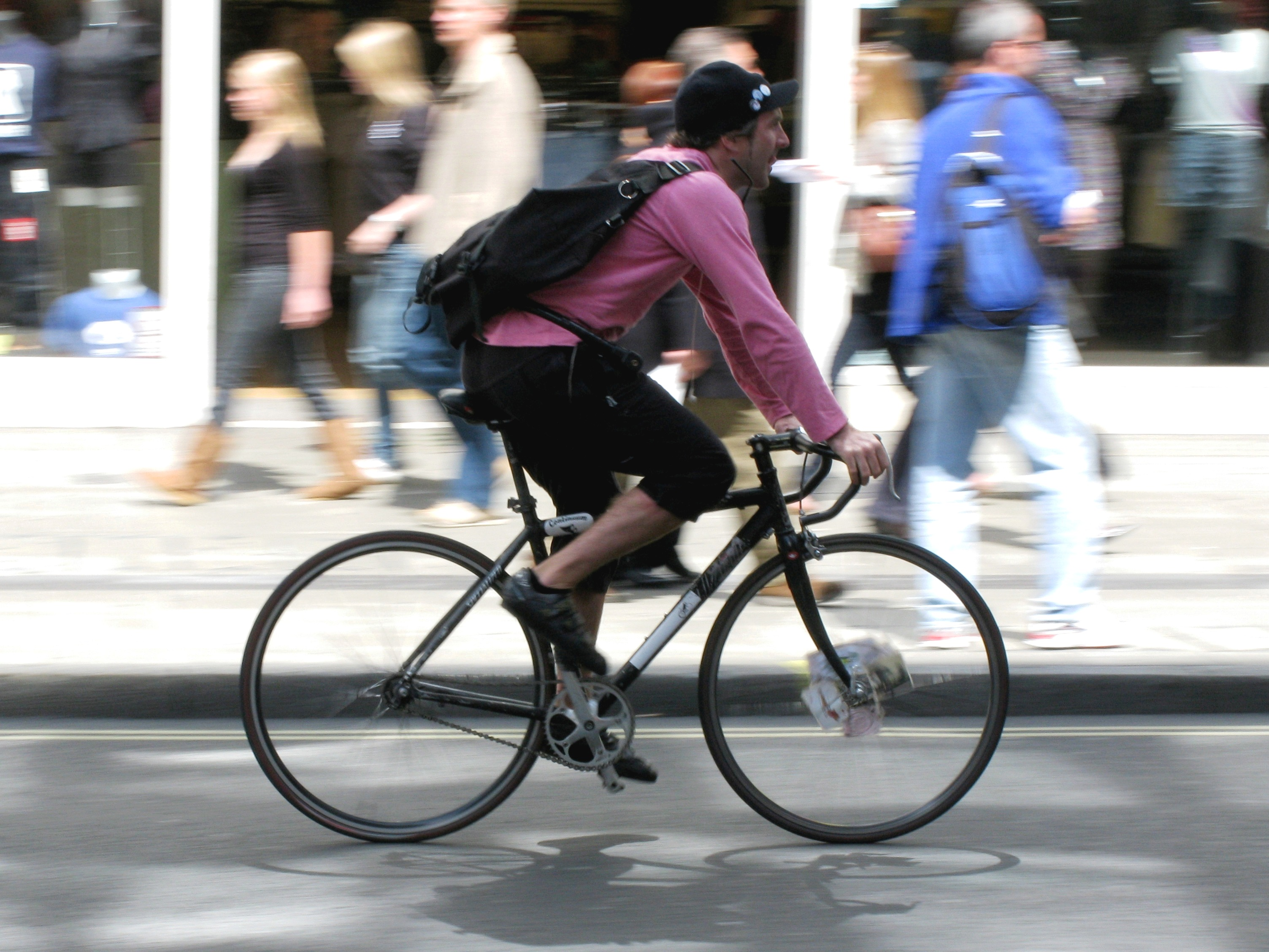
Fahrradkurier in London

Fahrradfahren – auch Radfahren oder Radeln, schweizerisch Velofahren – bezeichnet die Fortbewegung auf einem Fahrrad, den Radverkehr. Das Fahrrad dient als Verkehrs- und Transportmittel oder als Radsportgerät in der Freizeit, zur Erhaltung der Gesundheit oder zum Leistungssport.

## Physik

### Dynamik
Ohne Eingriffe durch den Radfahrer würde ein Rad nach kurzer Zeit umfallen. Der Fahrer hält das Fahrrad mit kleinen Lenkausschlägen im Gleichgewicht, siehe Dynamik des Fahrradfahrens.

### Geschwindigkeiten
Die Durchschnittsgeschwindigkeit beim Fahrradfahren liegt für gewöhnlich bei 10 bis 25 km/h. Ein Fahrrad mit limitierter Tretunterstützung („Pedelec“) unterstützt den Fahrer bis zu einer Geschwindigkeit von 25 km/h, bestimmte Modelle sogar bis 45 km/h (S-Pedelec). Bei der Tour de France liegt die höchste Durchschnittsgeschwindigkeit eines Fahrers bei 47 km/h. Bei Abfahrten werden teilweise Geschwindigkeiten über 100 km/h erreicht. Ohne Höhenunterschiede werden höhere Durchschnittsgeschwindigkeiten erreicht: Der Stundenweltrekord für normale Fahrräder liegt seit 2022 bei 56 km/h. Der Geschwindigkeitsweltrekord, der in Bergabfahrt auf einem speziell angefertigten Mountainbike ohne Hilfsantrieb erreicht wurde, liegt bei 223,3 km/h.
Der allgemeine Stundenweltrekord für ausschließlich mit eigener Muskelkraft betriebene Fahrzeuge liegt deutlich über dem Rekord mit einem klassischen Rennrad.
Die Französin Barbara Buatois fuhr mit einem vollverkleideten Liegerad am 19. Juli 2009 im US-amerikanischen Romeo eine Strecke von 84,02 km, womit sie als erste Frau eine Strecke von mehr als 80 km in einer Stunde mit einem Liegerad zurücklegte. Den aktuellen Stundenweltrekord der Männer hält der Schweizer Francesco Russo; er fuhr am 26. Juni 2016 im deutschen Klettwitz 92,43 km.

### Umweltbedingungen

#### Wetter
Bei der Nutzung der meisten Fahrradtypen ist man dem Wetter ungeschützt ausgesetzt. Deshalb wird bei wechselhafter Witterung auf längeren Strecken teilweise spezielle Wetterschutzbekleidung genutzt.
WindRückenwind erleichtert in der Regel das Vorwärtskommen. Bei Gegenwind muss der Radfahrer aufgrund der höheren Luftreibung mehr Energie aufwenden. Starker und böiger Seitenwind kann das Halten der Fahrspur erschweren.
TemperaturDas Hitzeempfinden wird bei hohen Temperaturen durch den kühlenden Fahrtwind abgemildert. Bei tiefen Temperaturen kann der Windchill-Effekt das Kälteempfinden verstärken. Die durch eventuelles Schwitzen angesammelte und später verdunstende Feuchtigkeit kühlt den Körper zeitverzögert und kann zur weiteren Abkühlung führen. Moderne Funktionskleidung hilft in der Regel, den Schweiß vom Körper abzuführen.
Nässe (Regen)Üblicherweise braucht es auf kürzeren Strecken keine Spezialkleidung. Bei längeren Fahrten im Regen wird teilweise Regenschutzbekleidung getragen, wobei moderne Funktionsbekleidung oft nur einen Kompromiss zwischen Atmungsaktivität und Wasserdichtheit darstellt.

#### Topographie
Ein einmal in Bewegung versetztes Rad lässt sich in der Ebene leicht und effizient vorantreiben. An Steigungen muss jedoch mehr Kraft aufgewendet werden, um den Höhenunterschied mit dem Gesamtgewicht aus Rad, radfahrender Person und eventuellem Gepäck zu überwinden. Eine Gangschaltung mindert den Kraftaufwand, indem sie eine günstigere Übersetzung bietet. Bei professionellen Radsportveranstaltungen wie der Tour de France erreichen die Radfahrer bei Abfahrten aus dem Gebirge bisweilen Geschwindigkeiten jenseits von 100 km/h.

## Gesundheit
Radfahren hat viele gesundheitliche Vorteile für das Individuum, insbesondere in Bezug auf die Verringerung des Risikos von Herzkrankheiten, Krebs und das Senken des Blutdrucks. In Berlin sind die Hauptgründe für das Radfahren die gesundheitlichen Vorteile, gefolgt von der guten Erreichbarkeit der Radwege. Radfahren als alltägliches Fortbewegungsmittel, Sport oder Freizeitbetätigung ist in praktisch jedem Alter möglich und auch für Menschen mit körperlichen Einschränkungen durchführbar, da es sehr gelenkschonend ist. Im Gegensatz zum Laufen werden die Beine, Knie und Hüfte entlastet, da man beim Radfahren üblicherweise sitzt. Radfahren fördert die Fitness (vgl. Radsport) und dient dem Herz- und Kreislauftraining.

### Ergonomie
Der ADFC empfiehlt eine mäßig nach vorn geneigte Körperhaltung, wie sie auch von Vielradfahrern und Reiseradlern bevorzugt wird. Der Oberkörper kann annähernd 45° gegenüber der Senkrechten nach vorne geneigt sein. Der Körperschwerpunkt befindet sich ungefähr mittig zwischen Sattel und Lenker. Erwünschte Ziele sind:
- Ein gewisser Teil des Körpergewichts wird von Händen und Füssen getragen. Das Gesäß wird entlastet.
- Stöße von der Fahrbahn wirken nicht senkrecht von unten auf die Bandscheiben, sondern können von der S-förmigen Wirbelsäule elastisch abgefangen werden.
- Eine Beckenaufrichtung wird vermieden. Diese beeinträchtigt die natürliche S-Form der Wirbelsäule.

Die Beine tragen beim Gehen das gesamte Körpergewicht. Aufgrund der stärkeren Beugung des Knies muss der größere Teil des Körpergewichts beim Radfahren vom Sattel aufgenommen werden.
Je besser trainiert ein Radfahrer ist, desto größer der Anteil des Körpergewichts, den sie über die Beine abtragen können. Voraussetzungen dafür sind ein geneigter Oberkörper und ein ausreichend hoch eingestellter Sattel. Bei tiefstehendem Pedal sollte das Bein in gewöhnlicher Fahrhaltung nur leicht angewinkelt sein. Beim Abstellen der Ferse auf dem Pedal sollte das Bein durchgestreckt sein. Der Sattel darf nicht zu weit nach hinten stehen. Ungeübte Radfahrer müssen die zum Fahren in dieser Position erforderliche Balance und Muskelkraft meist erst entwickeln. Es ist ratsam, die Sattelhöhe nach und nach zu erhöhen und den Lenker schrittweise nach vorne zu verlegen.

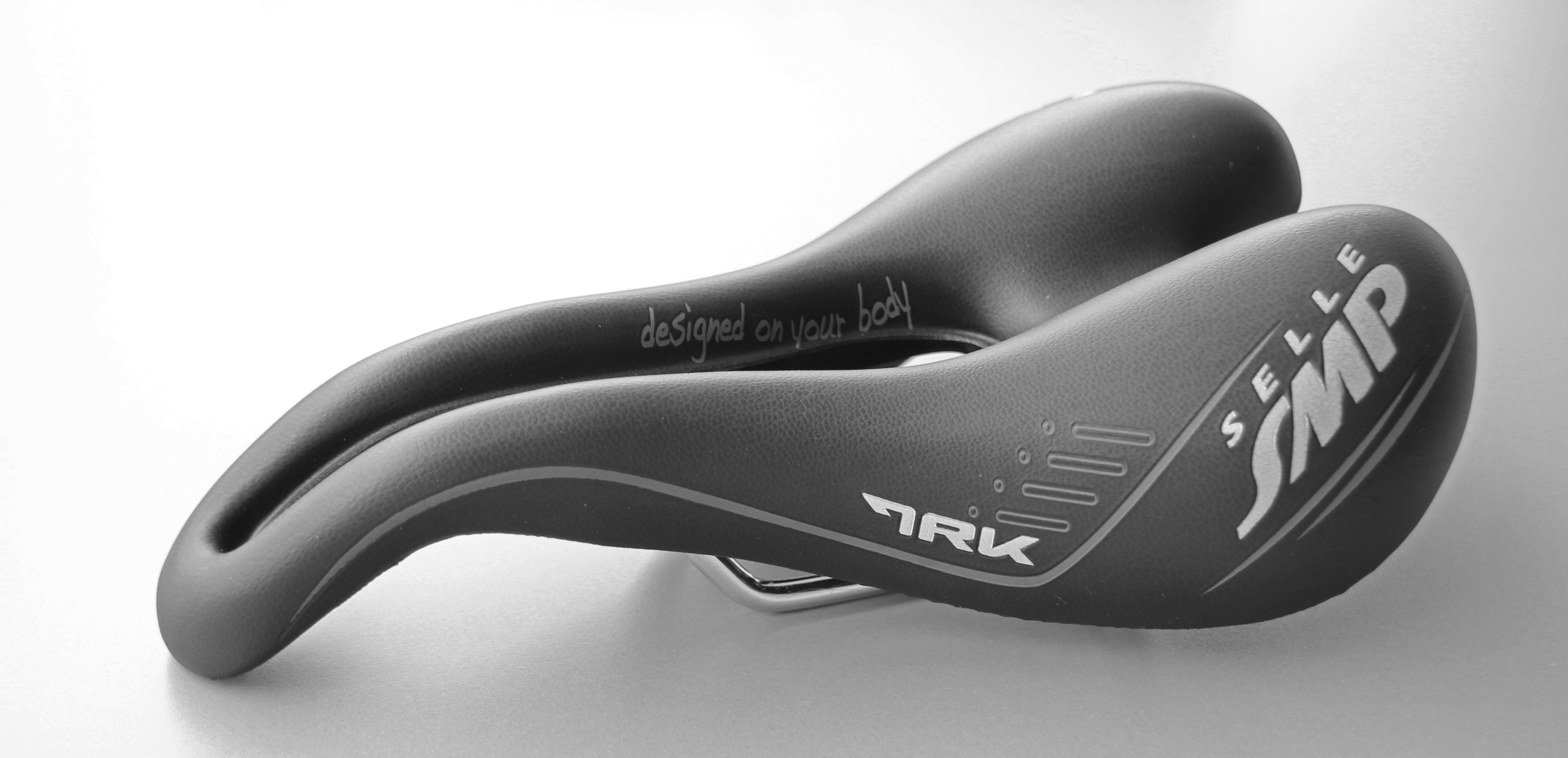
Sattel mit Mittelfurche und Schlitz zur Entlastung des Perineums

Druckstellen zwischen Gesäß und Sattel können zu einer falschen Beckenhaltung (Beckenaufrichtung) und infolge zur Belastung der Wirbelsäule führen.
Die Sattelform muss eine Abstützung von Sitzbeinhöcker und Schambeinkufen (Schambeinkamm) erlauben, ohne Blut- und Nervenbahnen einzuengen. Dafür sollte der Sattel im mittleren Bereich nicht zu schmal sein. Die Hauptbelastung sollte auf den Sitzhöckern liegen und nicht auf Schambeinkufen, Damm und Genitalien.
Sättel für Männer sind eher lang gestreckt und dreiecksförmig. Eine Mittelrinne in Längsrichtung kann zentrale Nervenbahnen und Prostata entlasten. Sättel für Frauen sollten hingegen eine eher T-förmige Grundform haben und können kürzer ausfallen.

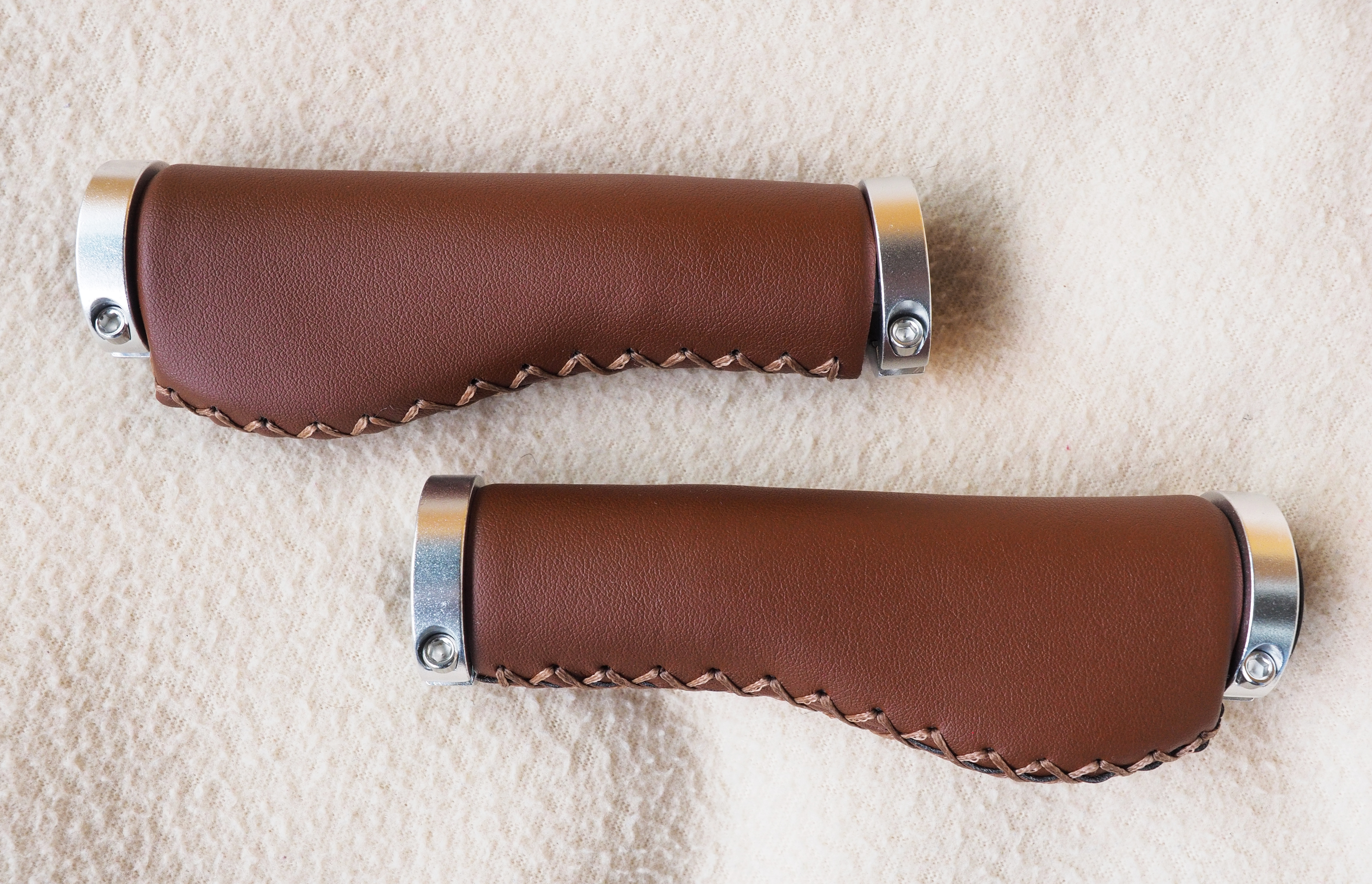
Lenkergriffe mit verbreiterter Auflagefläche für die Handballen

Lenker und Griffe sollten den Händen entweder eine möglichst breite Auflagefläche oder mehrere Griffpositionen bieten. Lenker mit nur einer möglichen Griffposition können mit ergonomischen Griffen („Hörnchen“) ausgestattet werden, deren flügelartiger Ansatz eine Griffmulde bildet.
Die Arme sollten nicht gestreckt, sondern leicht angewinkelt sein, um Bodenunebenheiten besser abfedern zu können. Der Abstand zwischen beiden Händen (gemessen vom kleinen Finger der einen zum kleinen Finger der anderen Hand) sollte den Abstand der Schulterblätter nicht wesentlich übersteigen. Die Hand sollte die gerade Verlängerung des Unterarms bilden und weder nach oben noch nach unten geknickt werden, um die Blutversorgung durch das Handgelenk nicht zu beeinträchtigen.

### Unfälle

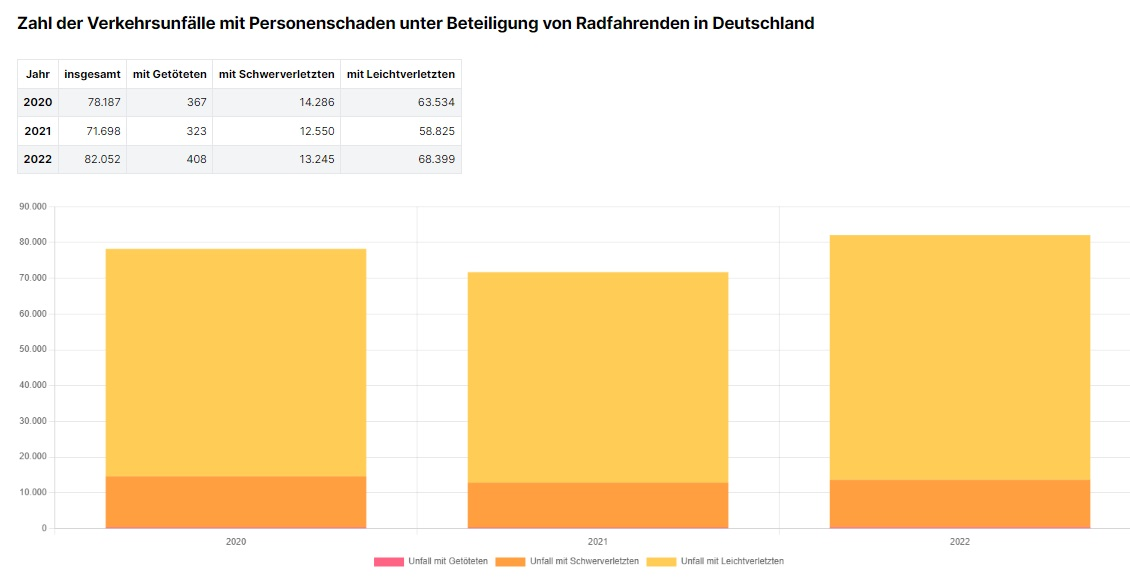
Alle Verkehrsunfälle mit Beteiligung Radfahrender mit Körperschädigung
2020 bis 2022.
Aktualisierung fürs Vorjahr:
Jeweils im Sommer.

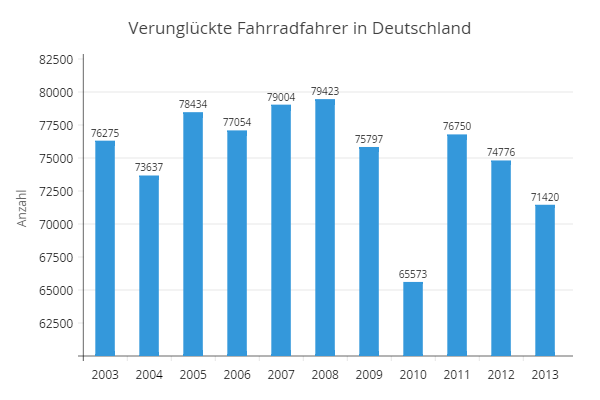
Zahl verunglückter Fahrradfahrer in Deutschland
2003 bis 2013

Radfahren wird – mit jährlich um die 80.000 / täglich um die 200 Unfall-Körpergeschädigten (getötet/schwerverletzt/leichtverletzt) – oft als gefährlich wahrgenommen: Jährlich werden um die 400 Radfahr-Todesfälle verursacht. Das Radfahren zeigt damit ähnliche Zahlen wie zu Fuß gehen, wo die Personen ja auch nicht besonders geschützt sind, z. B. durch Knautschzonen, Airbags, Gurte etc. wie etwa in Kfz.
Häufig birgt besonders der Unglücksfall mit Kfz ein erhebliches Verletzungsrisiko. Sturztypische Verletzungen sind Läsionen oder Frakturen an Hand, Unterarm, Knien sowie im Bereich von Hüfte und Schulter (Schlüsselbein). Stürze über den Lenker oder bei hoher Geschwindigkeit können zu schweren Kopfverletzungen führen. Besonders Unfälle, verursacht durch zu schnell fahrende oder unachtsame Führer von Kraftfahrzeugen, enden für Radfahrer oft tödlich.
Die Datentabellen des Unfallatlas des Statistischen Bundesamtes DESTATIS mit den jährlichen Angaben zu den Unfallzahlen werden durch umschaltbare Visualisierungen speziell für den Radverkehr übersichtlicher, auch gebietsbezogen: Somit können unfallreduzierende Maßnahmen „vor Ort“, z. B. durch Kommunen, unfallzahlenbezogen angegangen werden (Startbild siehe gelbliches Bild rechts).
Aus den beiden Bildern wird ersichtlich, dass die Anzahl der körpergeschädigten Radfahrenden in den zehn Jahren von 2012 (von 74.776) bis 2022 als z. Zt. letzter verfügbarer Jahrgang (auf 82.052) gestiegen ist.

### Vergleiche mit Gehen und Laufen
Radfahren ist in der Regel bioenergetisch effizienter als Gehen und Laufen, da die Beinmuskeln hier den Körper tragen, ihn heben und senken und die Schenkel beschleunigen und verzögern. Beim Radfahren führen nur die Knie und Schenkel eine Pendelbewegung aus, die Füße kreisen mit konstantem Tempo. Die mit diesen Bewegungen verbundenen Beschleunigungen und Verzögerungen erfolgen sehr effektiv. Das sich aufwärts bewegende Bein wird vom anderen Bein über die Verbindung der Tretkurbeln angehoben.
In Gelände mit großen Unebenheiten, Höhenunterschieden oder losem Untergrund kann es hingegen effizienter sein, zu gehen oder zu laufen.
Im Vergleich der Transportkosten mit anderen technischen Systemen ist das Fahrrad häufig überlegen.

### Erlernen des Radfahrens durch Kinder
Kinder erlernen das Laufradfahren meist ohne weiteres Zutun. Der spätere Umstieg vom Laufrad auf das Kinderrad mit Pedalen fällt in der Regel leicht, da sich Fahrverhalten und Balance entsprechen. Die Verwendung von Stützrädern am Kinderrad wird hingegen nicht mehr empfohlen, da es schwierig ist, zu erlernen, das Rad in Richtung des Kurveninneren zu neigen, wenn bereits die Erfahrung gemacht wurde, dass sich ein Rad mit Stützrädern mit entgegengesetzter Neigung durch eine Kurve fahren lässt.
Ein häufiger Grund für den Sturz mit dem Fahrrad ist, dass Kinder nicht mit dem Verlust der Reifen-Haftung auf sandigem oder geschottertem Untergrund rechnen. Es ist ratsam, das Fahren auf unbefestigten Wegen zu trainieren, indem die Folgen eines blockierenden und bei Kurvenfahrt ausbrechenden Vorder- oder Hinterrads unter kontrollierten Bedingungen vorgeführt werden.

### Sportliche Aspekte
Als Radsportler bzw. Velosportler wird ein Radfahrer bezeichnet, der Radsport betreibt, also systematisch trainiert und seine körperliche und fahrtechnische Leistungsfähigkeit mit sportlichem Ehrgeiz steigert.
Folgende Aspekte können gezielt trainiert und betrieben werden:
- Ausdauer: Dazu eignet sich jede Form des Radfahrens
- Geschick: Neben dem Kunstradfahren eignet sich hier besonders das Cyclocross und Mountainbiken, da es bei diesen Formen des Radfahrens vor allem auf geschicktes und präzises Pilotieren des Fahrrades ankommt.
- Kraft: In erster Linie übt das Radfahren einen stärkenden Effekt auf die Beinmuskulatur aus, da diese zum Vortrieb des Fahrzeuges eingesetzt wird. Doch auch alle anderen Muskelgruppen erfahren eine Kräftigung, da sie benötigt werden, um das Fahrzeug in der Balance zu halten (vgl. Geschick).
- Schnelligkeit: Vor allem Radrennfahrer, die sich als Sprinter betätigen, trainieren ihre Schnelligkeit. Schnelligkeit wird aber auch von anderen Radfahrern trainiert. So dient Schnelligkeit auch beim Mountainbike oder Cyclocross bspw. zum Überwinden kurzer Hindernisse. Schnelligkeit im übertragenen Sinne als „schnelle Reaktion“ wird beim Radfahren insgesamt trainiert (vgl. Geschick).

## Ausrüstung
Gesetzlich vorgeschriebene Ausrüstung
Siehe Fahrrad#Gesetzliche Bestimmungen

## Kosten
Das Fahrrad als Individualverkehrsmittel birgt gegenüber dem Automobil ein großes Kostensparpotenzial. Neben dem erheblich geringeren Anschaffungspreis sind insbesondere auch die Betriebskosten erheblich geringer. Theoretisch wäre es möglich, zum Preis der Tankfüllung eines Kraftwagens ein Fahrrad zu erwerben. (In der Praxis wird dem Vielfahrer oder Berufspendler ein solches Billigrad nicht genügen und es wird in der täglichen Fahrpraxis nicht die erwünschte jahrzehntelange Haltbarkeit aufweisen.)
Ein Mittelklassewagen der sogenannten „Golfklasse“ kostete im Jahre 2008 in Deutschland um 30.000 €. Ein Fahrrad der Mittelklasse etwa 800 €, mit 100 € für Spezialkleidung also 900 €, was in diesem Beispiel lediglich 3 % des Anschaffungspreises des PKW entspricht. Während für das Auto Steuern, Versicherung sowie Kraftstoff und andere Betriebsstoffe bezahlt werden müssen, entfällt das beim Fahrrad gänzlich. Auch sind keine kostenpflichtigen TÜV-Prüfungen wie beim Kraftfahrzeug vorgeschrieben und die durch den Betrieb anfallenden Kosten zum Austausch von Verschleißteilen sowie für Reparaturen betragen ebenfalls nur einen Bruchteil der Aufwendungen, die für ein Kfz anfallen.

## Umweltaspekte

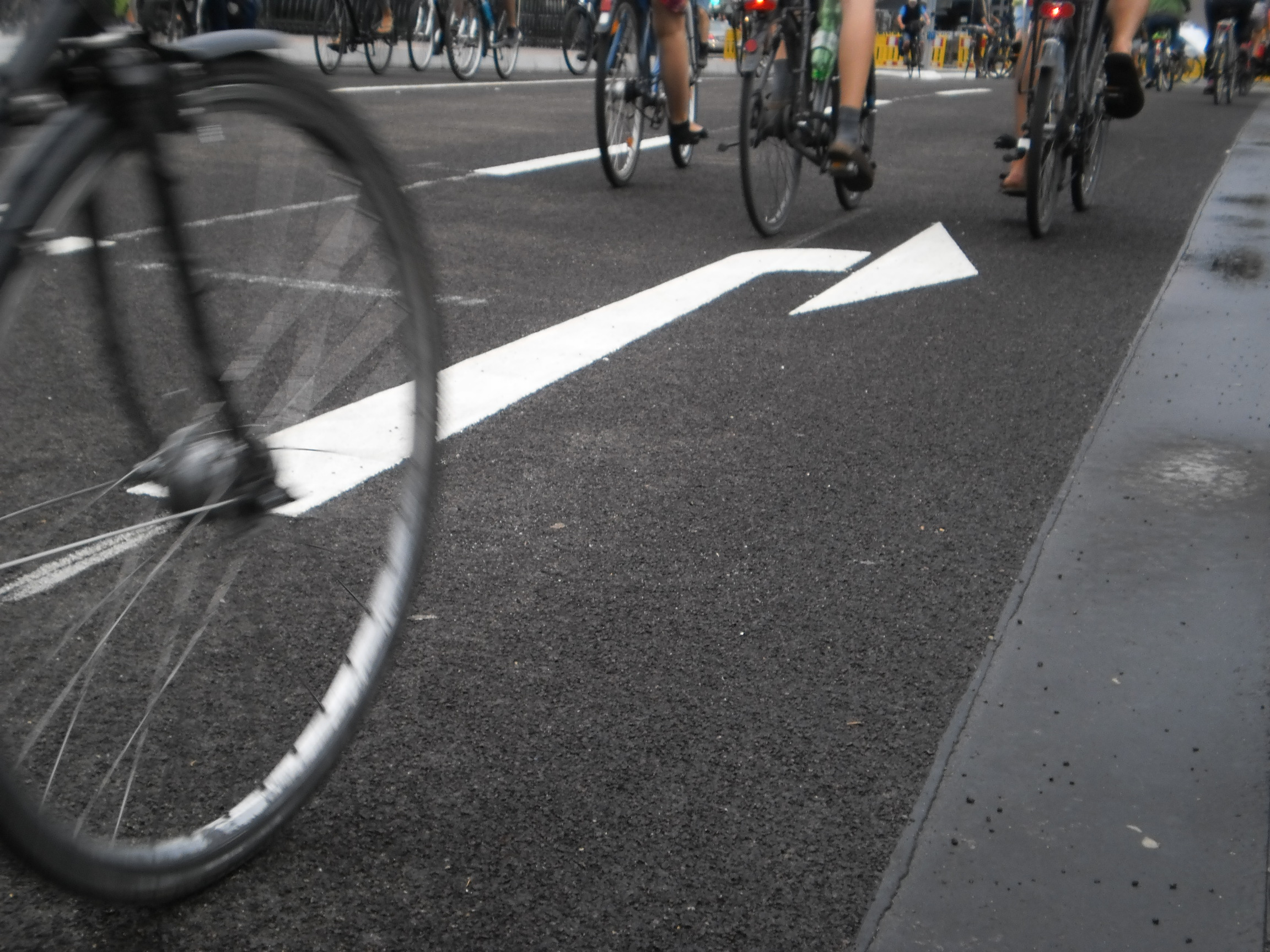
Fahrradfahrer bei einer Critical Mass-Fahrraddemo

Für die Herstellung eines Fahrrads werden im Vergleich zu der von Kraftfahrzeugen sehr viel weniger Rohstoffe und Energie aufgewendet. Zudem werden zur Fortbewegung mit dem Fahrrad keine weiteren Betriebsstoffe benötigt: Radfahren spart im Schnitt 140 Gramm Kohlendioxid und im Vergleich zu einem Mittelklassewagen mindestens 38 Cent pro Kilometer ein.